# کپور کف‌زی
کپور کف‌زی(نام علمی: Gobio gobio) نام یک گونه از تیره کپورماهیان است.